# 斉藤彰吾
斉藤 彰吾（さいとう しょうご、1989年5月14日 - ）は、埼玉県春日部市出身の元プロ野球選手（外野手）。左投左打。

## 経歴

### プロ入り前
小学2年から野球を始める。葛飾中学時代は庄和シニアで1番・中堅手としてプレーし、3年夏に全国大会ベスト8。また、中学時代には砲丸投で全国大会に出場している。
春日部共栄高等学校へ進学後は1年春の関東大会で早くも左翼手のレギュラーとなり、夏の埼玉県大会決勝で木村文和に4三振を喫すものの、8番・左翼手で第87回全国高等学校野球選手権大会に出場。しかし初戦で中田翔、辻内崇伸、平田良介らを擁する大阪桐蔭高等学校に敗退した。中軸として迎えた2006年は、春夏ともに県大会準々決勝で増渕竜義を擁した埼玉県立鷲宮高等学校に無安打に抑え込まれ敗北。2007年の夏は県大会初戦で川越市立川越高等学校に敗北し、二度目の甲子園出場はならなかった。斉藤は高校通算本塁打52本を記録した。
2007年10月3日に行われた高校生ドラフト会議において、埼玉西武ライオンズから7巡目で指名され入団した。

### 西武時代
2008年、2009年シーズンは二軍のみの出場で一軍出場は無く、打率も1割台と低迷した。 2010年は打撃フォーム改造が功を奏して好成績を上げ、5月26日に初の一軍昇格を果たした。一軍では主に代走・守備要員として起用され、6月18日にはプロ入り初盗塁を記録したものの、初安打は放つことができず6月24日に一軍登録を抹消された。その後、7月22日に開催されたフレッシュオールスターゲームに7番・右翼手で出場して4打席3打数3安打1打点（左越二塁打・死球・二塁内野安打・右越適時三塁打）の成績で優秀選手賞を獲得した。結局同シーズンは二軍で規定打席に到達し、打率.277・10本塁打・37打点・15盗塁と過去最高の成績を残してイースタンリーグの優秀選手賞に選出された。
2011年は春季キャンプ時に栗山巧の代役として一軍に昇格し、そのまま紅白戦・オープン戦と一軍帯同を続け、プロ入り4年目にして初めて開幕一軍入りを果たした。5月21日の対中日ドラゴンズ2回戦においては9番・右翼手として先発起用され、山井大介からプロ入り初安打・初打点となる右前適時打を放つなど4打席3打数2安打の成績を残した。
2014年は春季キャンプから右翼手のレギュラーとして期待され開幕一軍入り。主に代走要員として一軍で起用されたが、7月2日の対北海道日本ハムファイターズ10回戦においては、8回裏に栗山巧の代走として起用されると、3対5で迎えた9回裏一死二三塁の場面でマイケル・クロッタから右越えに逆転サヨナラ3ランを放ち、プロ入り初本塁打を記録した。
2015年はレギュラー定着とはならなかったものの、自己最多となる103試合に出場した。
2019年は3試合に出場、10月3日に戦力外通告を受け、現役を引退した。12月2日に自由契約公示された。

### 引退後
西武退団後は不動産会社就職を目指し、20社面接に行き、10社から内定をもらう。その中で、2020年1月、リストグループのリストサザビーズインターナショナルリアリティ銀座オフィスに就職した。同グループの軟式野球チームが日本不動産野球連盟によるRBA野球大会に参加していることから、自身も軟式野球を始める意向を示している。ただし、同年のRBA野球大会は中止となり、その後、同チームでプレーしている様子は確認できない。
2020年3月、ディー・エヌ・エー運営のライブコミュニケーションアプリ「Pococha」での配信活動を開始。

## 選手としての特徴・人物
最大の武器は俊足であり、高い盗塁成功率を誇る。西武の内野守備走塁コーチを務めた奈良原浩は「（斉藤は）常時先発として出れるようになれば40、50盗塁できる選手」と評している。外野守備では堅守を誇り、的確な守備位置と打球を追うスピードで、好プレーを好プレーに見せない技術を持っている。また、高校時代に遠投110mを記録した強肩も武器である。打撃は高校時代までは通算52本塁打を記録した長打力を武器としていたが、プロ入り後は粘り強く嫌らしい打者を目指している。プロ入り後は主に代打・代走など貴重なスーパーサブとして活躍した。
試合に出場する際は「自分の持っている力を出し切る」と全力プレーを心掛けている。斉藤は「中途半端にやって後悔するより、これをやって駄目ならしょうがないくらいの精神でいる。もちろん、バッティングで打てなかったり、ミスしたら悔しいけど、それでも出し切ってのプレーであったら後悔も少ないはずだから」と語っている。
ユニホームのソックスを多く見せるオールドスタイルの着こなしが特徴であった。
春日部共栄高校時代は、自宅と学校との距離が近いため、1年生の頃は自宅から通っていた。しかし、教師から強制的に「入れ」と言われ、2年生から寮生活となった。

## 詳細情報

### 年度別打撃成績
| 年 度     | 球 団     | 試 合 | 打 席 | 打 数 | 得 点 | 安 打 | 二 塁 打 | 三 塁 打 | 本 塁 打 | 塁 打 | 打 点 | 盗 塁 | 盗 塁 死 | 犠 打 | 犠 飛 | 四 球 | 敬 遠 | 死 球 | 三 振 | 併 殺 打 | 打 率 | 出 塁 率 | 長 打 率 | O P S |
| --------- | --------- | ----- | ----- | ----- | ----- | ----- | -------- | -------- | -------- | ----- | ----- | ----- | -------- | ----- | ----- | ----- | ----- | ----- | ----- | -------- | ----- | -------- | -------- | ----- |
| 2010      | 西武      | 10    | 7     | 6     | 3     | 0     | 0        | 0        | 0        | 0     | 0     | 1     | 0        | 1     | 0     | 0     | 0     | 0     | 5     | 0        | .000  | .000     | .000     | .000  |
| 2011      | 西武      | 36    | 9     | 8     | 10    | 2     | 0        | 0        | 0        | 2     | 1     | 6     | 2        | 0     | 0     | 1     | 0     | 0     | 2     | 0        | .250  | .333     | .250     | .583  |
| 2012      | 西武      | 29    | 27    | 27    | 2     | 6     | 2        | 0        | 0        | 8     | 0     | 0     | 3        | 0     | 0     | 0     | 0     | 0     | 11    | 0        | .222  | .222     | .296     | .519  |
| 2013      | 西武      | 8     | 2     | 1     | 0     | 0     | 0        | 0        | 0        | 0     | 0     | 0     | 0        | 0     | 0     | 1     | 0     | 0     | 1     | 0        | .000  | .500     | .000     | .500  |
| 2014      | 西武      | 89    | 127   | 107   | 19    | 24    | 1        | 1        | 2        | 33    | 10    | 12    | 2        | 6     | 0     | 14    | 0     | 0     | 42    | 0        | .224  | .314     | .308     | .622  |
| 2015      | 西武      | 103   | 112   | 96    | 19    | 25    | 5        | 0        | 2        | 36    | 5     | 4     | 2        | 7     | 0     | 5     | 0     | 4     | 35    | 1        | .260  | .324     | .375     | .699  |
| 2016      | 西武      | 45    | 13    | 12    | 7     | 0     | 0        | 0        | 0        | 0     | 0     | 0     | 0        | 0     | 0     | 1     | 0     | 0     | 7     | 0        | .000  | .077     | .000     | .077  |
| 2017      | 西武      | 10    | 8     | 8     | 2     | 1     | 0        | 0        | 0        | 1     | 0     | 0     | 0        | 0     | 0     | 0     | 0     | 0     | 4     | 0        | .125  | .125     | .125     | .250  |
| 2018      | 西武      | 59    | 104   | 87    | 20    | 21    | 5        | 0        | 1        | 29    | 8     | 4     | 1        | 4     | 1     | 8     | 0     | 4     | 28    | 2        | .241  | .330     | .333     | .663  |
| 2019      | 西武      | 3     | 3     | 3     | 0     | 0     | 0        | 0        | 0        | 0     | 0     | 0     | 0        | 0     | 0     | 0     | 0     | 0     | 3     | 0        | .000  | .000     | .000     | .000  |
| NPB：10年 | NPB：10年 | 392   | 412   | 355   | 82    | 79    | 13       | 1        | 5        | 109   | 24    | 27    | 10       | 18    | 1     | 30    | 0     | 8     | 138   | 3        | .223  | .297     | .307     | .604  |

### 年度別守備成績
| 年 度 | 球 団 | 外野  | 外野  | 外野  | 外野  | 外野  | 外野     |
| 年 度 | 球 団 | 試 合 | 刺 殺 | 補 殺 | 失 策 | 併 殺 | 守 備 率 |
| ----- | ----- | ----- | ----- | ----- | ----- | ----- | -------- |
| 2010  | 西武  | 5     | 3     | 0     | 0     | 0     | 1.000    |
| 2011  | 西武  | 26    | 9     | 0     | 0     | 0     | 1.000    |
| 2012  | 西武  | 24    | 20    | 0     | 1     | 0     | .952     |
| 2013  | 西武  | 2     | 0     | 0     | 0     | 0     | .000     |
| 2014  | 西武  | 65    | 71    | 2     | 1     | 0     | .986     |
| 2015  | 西武  | 97    | 82    | 1     | 1     | 1     | .988     |
| 2016  | 西武  | 35    | 10    | 1     | 0     | 0     | 1.000    |
| 2017  | 西武  | 5     | 3     | 0     | 0     | 0     | 1.000    |
| 2018  | 西武  | 56    | 50    | 1     | 3     | 1     | .944     |
| 2019  | 西武  | 1     | 1     | 0     | 0     | 0     | 1.000    |
| 通算  | 通算  | 316   | 249   | 5     | 8     | 2     | .969     |

### 表彰
- 月間サヨナラ賞：1回 （2014年7月）

### 記録
- 初出場：2010年5月26日、対阪神タイガース1回戦（阪神甲子園球場）、7回表に石井一久の代打で出場
- 初打席：同上、7回表に西村憲の前に空振り三振
- 初先発出場：2010年6月2日、対横浜ベイスターズ4回戦（西武ドーム）、9番・右翼手で先発出場
- 初盗塁：2010年6月18日、対福岡ソフトバンクホークス10回戦（西武ドーム）、8回裏に二盗（投手：陽耀勲、捕手：堂上隼人）
- 初安打・初打点：2011年5月21日、対中日ドラゴンズ2回戦（西武ドーム）、3回裏に山井大介から右前適時打
- 初本塁打：2014年7月2日、対北海道日本ハムファイターズ10回戦（西武ドーム）、9回裏にマイケル・クロッタから右越サヨナラ3ラン

### 背番号
- 65 （2008年 - 2019年）

### 登場曲
- EXILE 「Fly Away」 （2010年）
- Sonar Pocket 「ネバギバ!」 （2011年 - 2014年）
- CREAM 「Party Rock Anthem（Japanese ver.）」 （2012年）
- EXILE 「Craving In My Soul」 （2014年 - ）
- AAA「Wake up!」（2015年‐）
- B'z「衝動」（2018年‐）